# Pinza para pezón

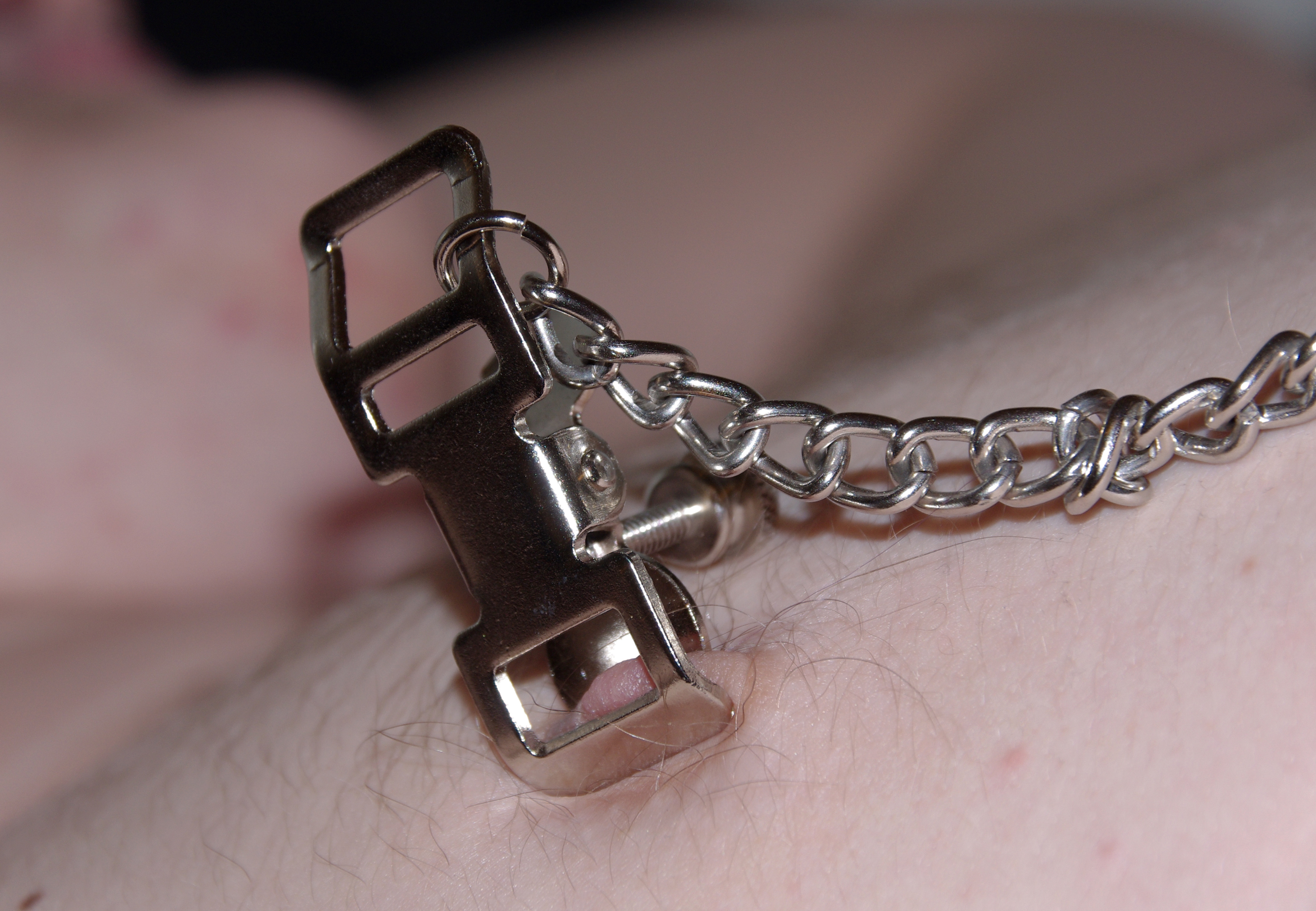
Pinza en un pezón.

Las pinzas para pezones son juguetes sexuales que se utilizan en los pezónes femeninos y masculinos, generalmente en las prácticas de sadismo, masoquismo y BDSM. Suelen causar dolor cuando se sujetan fuertemente a los pezones restringiendo el flujo de sangre, también cuando se retiran por el retorno del flujo. Según unos estudios realizados por científicos de la Universidad Rutgers, se determinó que los pezones están conectados neurológicamente al clítoris de la mujer, al ser estimulados por medio de besos, caricias u objetos sexuales. Por lo general van sujetas de cadenas, que varían en el tamaño y material.
En el contexto del sadomasoquismo, el placer erótico deriva del dolor o simplemente de observar como otras personas sufren por medio de estos elementos. También se suele utilizar en las prácticas BDSM, como una forma de tortura del seno. El uso de abrazaderas en el pezón, de otros juguetes y de comportamientos sexuales similares es a menudo relacionado como una conducta sexual desviada o peligrosa.